# メディアモニタリング
メディアモニタリング（英語: Media monitoring）は、新聞、雑誌、放送メディア、ニュースポータルサイト、ソーシャルメディアから発信された情報を目視による観察、または技術的に巡回し、特定の広告物や話題を抽出する活動。主に組織や学術研究者の情報収集として行われる。

## 概要
メディアモニタリングは、情報収集の一手法である。
政府機関、企業、及び他の組織が、自社及びライバル企業、またはとりまく市場環境について、メディアからどのような情報（ニュース、広告物、投稿など）が発せられたのかを把握するために行ったり、学術研究においては研究テーマの報道量や内容を把握するために行われる。
メディアモニタリングの方法は、モニタリングの必要がある媒体を購読、視聴、技術的に巡回することにより基礎となる情報を収集する。その後、収集された媒体の中に必要な情報があるかどうか確認し、目的を達成する。確認する媒体やテーマが広範囲に及ぶ場合は、メディアモニタリングを提供する会社に委託されることがある。
メディアモニタリングを提供する会社は通常、新聞や雑誌、テレビ放送、ラジオ、オンラインメディア、ソーシャルメディアから発信される情報を体系的に収集している。収集された情報は整理され、利用者へ報告される。

### メディアモニタリングを提供する会社
- ラヂオプレス
- エレクトロニック・ライブラリー
- エム・アール・エス広告調査
- ジャパン通信社
- デスクワン
- 東京企画
- 内外切抜通信社
- 日本デイリー通信社
- ニホンモニター
- ビデオリサーチコムハウス
- メディア・アイズ
- プロジェクト
- メルトウォーターグループ
- ワイズワークスプロジェクト